# بافل فايديك
بافل فايديك (مواليد 4 يونيو 1989) هو لاعب رمي المطرقة بولندي،فاز بالميدالية البرونزية في أولمبياد 2020.